# Castel Penede

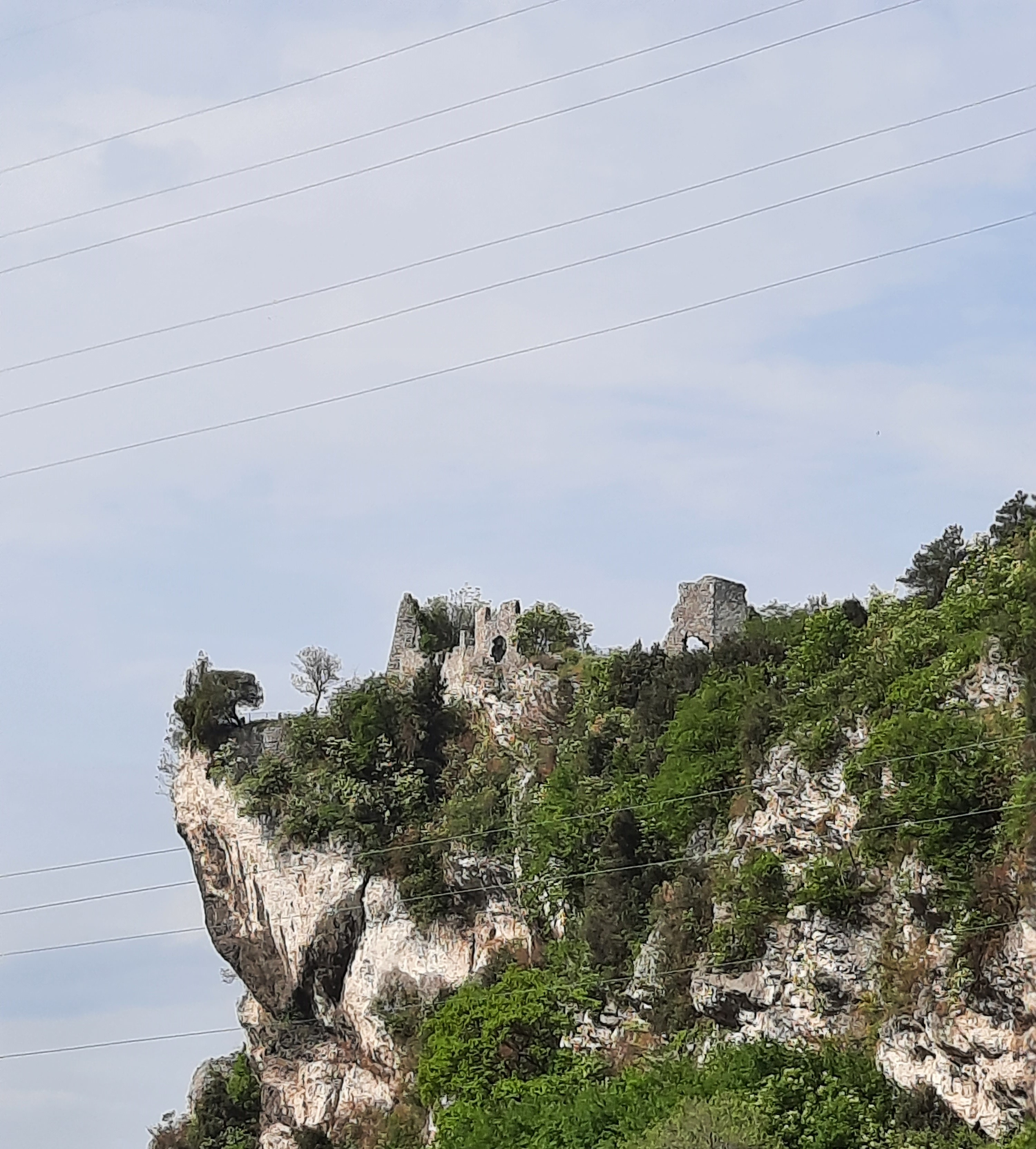
Rovine di Castel Penede

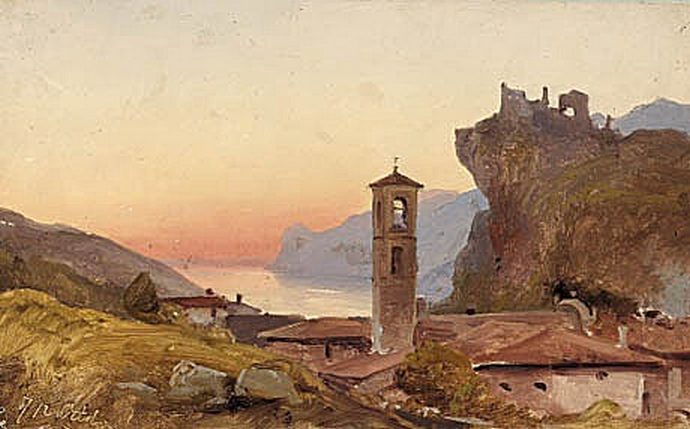
Panorama di Castel Penede di Vilhelm Pedersen

Castel Penede è un castello medievale ormai in rovina che si trova a Nago, frazione del comune di Nago-Torbole in provincia di Trento.
Il castello sorge su uno sperone roccioso che domina la parte settentrionale del lago di Garda e che costeggia l’antica strada romana che collegava Trento a Torbole.

## Storia
Il castello medievale fu fatto erigere da Ulrico II D’Arco, tra il 1203 e il 1207, in una posizione strategica che lo metteva in relazione con il lago di Garda e la strada di Santa Lucia verso Mori. Fin dai secoli precedenti i traffici commerciali della zona, che partivano da Riva del Garda diretti verso est, percorrevano quel tratto di strada: le merci transitavano per Torbole e Nago per dirigersi verso Mori e l’Adige. Sia per le merci che per le persone era previsto il pagamento di un dazio e le rendite erano divise tra il vescovo e la comunità di Riva del Garda, grazie a un accordo stipulato nel 1192 che regolava i diritti di mercato e di navigazione.
Dal XIII al XVIII secolo, il castello fu al centro di lotte a causa della sua posizione strategica. Nel 1210 fu conteso tra gli Arco e il vescovo di Trento, Federico Wanga, e dal 1243 al 1253 fu occupato dal conte Rizzardo di San Bonifacio. Nel 1253 gli Arco ne ripresero il possesso. Durante il dominio e la permanenza della nobile famiglia Castelbarco il castello venne ampliato e raggiunse il suo massimo splendore architettonico. La situazione cambiò quando, nel 1266, si estinse il ramo di discendenza di Ulrico II e a causa del lascito testamentario di Cubitosa D’Arco: con questo atto la proprietà del castello passò prima ai Tirolo e poi ai Castelbarco che ne furono proprietari fino al 1340. I D’Arco non riconobbero mai la validità del testamento, continuando a rivendicare la proprietà del Castello di Penede, e non misero mai da parte le loro rivendicazioni. Fu così che, nel 1340, Nicolò D’Arco con l’aiuto delle truppe di Luchino Visconti, duca di Milano, mise il castello sotto assedio. Da parte loro i Castelbarco, consapevoli di non poter sostenere l’assalto, chiesero aiuto al vescovo di Trento, con la promessa di vendere il castello alla sede vescovile.
L’occupazione vescovile avvenne il 25 novembre 1340 e la compravendita fu perfezionata solo nel 1343. In questo modo i Castelbarco salvarono il proprio onore e riuscirono a non consegnare il castello ai nemici. Fu solo nel 1348 che gli Arco riuscirono a far rinunciare i Castelbarco al castello e a ottenere dal vescovado di Trento l’infeudazione di Penede e ne furono i proprietari indisturbati fino al 1438, anno in cui fu occupato dalle truppe del Gattamelata, durante le guerre di Lombardia tra Venezia e Milano, e iniziò il dominio veneziano.
Dopo circa settant’anni di dominazione veneziana, nel 1509, il castello fu occupato dalle truppe imperiali di Massimiliano I d’Asburgo durante la guerra con Venezia (Guerra della Lega di Cambrai) e venne restituito agli Arco come feudo imperiale, cosicché gli Arco potevano considerarsi signori immediati dell’Impero. Questa situazione causò dei contrasti nel corso del XVI secolo con l’imperatore Ferdinando I d’Asburgo, conte di Tirolo, perché gli Arco erano legati a vincoli feudali anche con la contea tirolese ed erano soggetti al governo di Innsbruck. Ciò portò gli Arco a una serie di lotte fratricide alla metà del secolo, il governo di Innsbruck sfruttò questa situazione e, con la scusa di portare la pace, nel 1579 occupò il castello insediandovi i propri capitani e ne mantenne il possesso fino al 1614, anno in cui venne restituito agli Arco come feudo tirolese.
Gli Arco ne persero nuovamente il possesso nel 1672, a causa di una cattiva gestione, e successivamente venne loro restituito nel 1681. Ne erano ancora i proprietari, nel 1703, quando Castel Penede fu assediato e distrutto dalle truppe francesi durante l'invasione del Trentino nell'ambito della guerra di successione spagnola, da allora non fu più ricostruito ed oggi si trova in stato di rovina. 
Durante la prima guerra mondiale sul colle e nell'area del castello furono costruite dall'esercito austro-ungarico delle trincee e vi venne installata una postazione d'artiglieria. Alcuni resti di queste fortificazioni sono visibili ancora oggi.
Dagli anni novanta del XX secolo scorso i ruderi furono sottoposti a vari restauri da parte della Provincia Autonoma di Trento.

## Descrizione
Il castello sorge su uno sperone roccioso che domina la parte settentrionale del lago di Garda e che costeggia l’antica strada romana che collegava Trento a Torbole. Le rovine del castello sono raggiungibili con un sentiero in circa 15 minuti a piedi che parte da Nago. Questo percorso fu di fondamentale importanza sia in epoca romana che in epoca tardo-antica e in epoca medievale, perché il castello faceva parte di un sistema di fortificazioni a controllo del territorio. 
Il suo nome deriva da un toponimo preromano "*penna" che vuol dire “cresta, monte, picco, roccia aspra e acuta”. L’attività archeologica recente ha messo in evidenza che il sito ha una storia di circa 8/9 secoli. Nel lato nord del promontorio, i risultati di alcuni saggi di scavo indicano la presenza di un edificio terrazzato, forse una villa di epoca romana, ma la frequentazione dell'area si potrebbe far risalire anche a fasi di occupazione pre-protostoriche. Il castello fu edificato su uno sperone roccioso che domina il lato nord-est del Lago di Garda. Le prime notizie che si hanno del castello risalgono al 1210, quando si menzionano per la prima volta un "Castrum Penne" e un "Locus Penne", quest’ultimo probabilmente indicava non solo il punto fortificato ma tutto il monte. 
Un curioso aneddoto riguardante il Castel Penede di Nago è quello che lo legherebbe al famoso poeta toscano Dante Alighieri. Secondo una leggenda infatti, nel periodo in cui il poeta era in esilio da Firenze venne ospitato per alcuni mesi dalla famiglia dei Castelbarco intorno al 1309, proprio nella fortificazione la quale fu da ispirazione e protagonista per la scrittura dei versi del Canto XX dell’Inferno della Divina commedia: 
“Suso in Italia bella giace un laco
a piè dell’Alpe che serra Lamagna
sovra Tiralli, ch’ha nome Benaco.
Per mille fonti credo e più si bagna
tra Garda e Valcamonica, pennino

dell’acqua che nel detto laco stagna”.

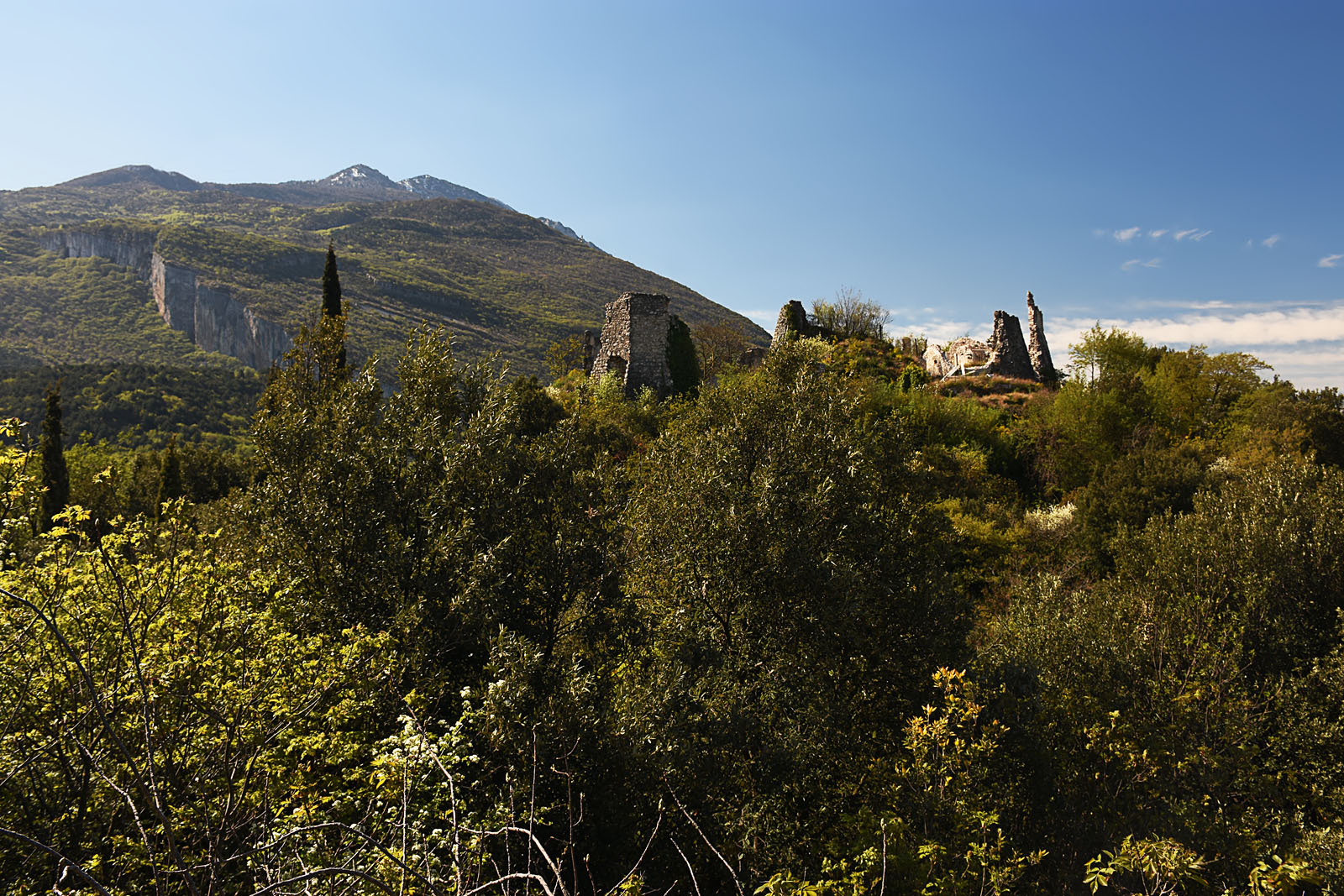
Castel Penede dal nord
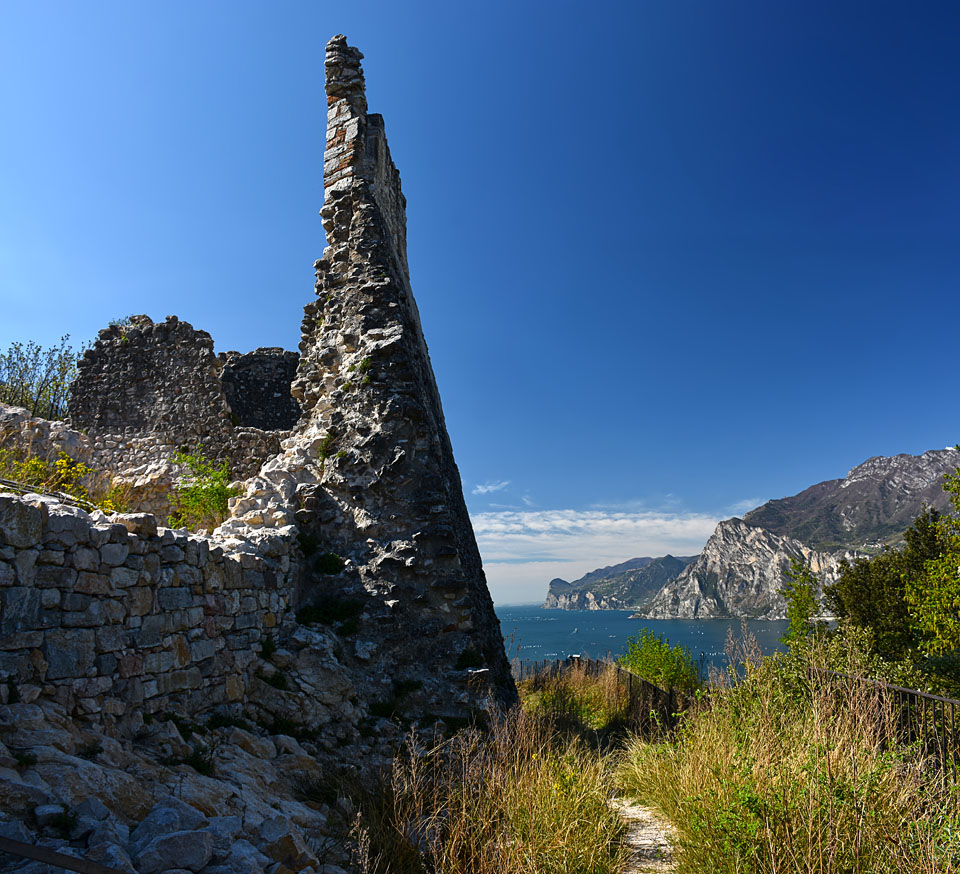
Rovine di Castel Penede
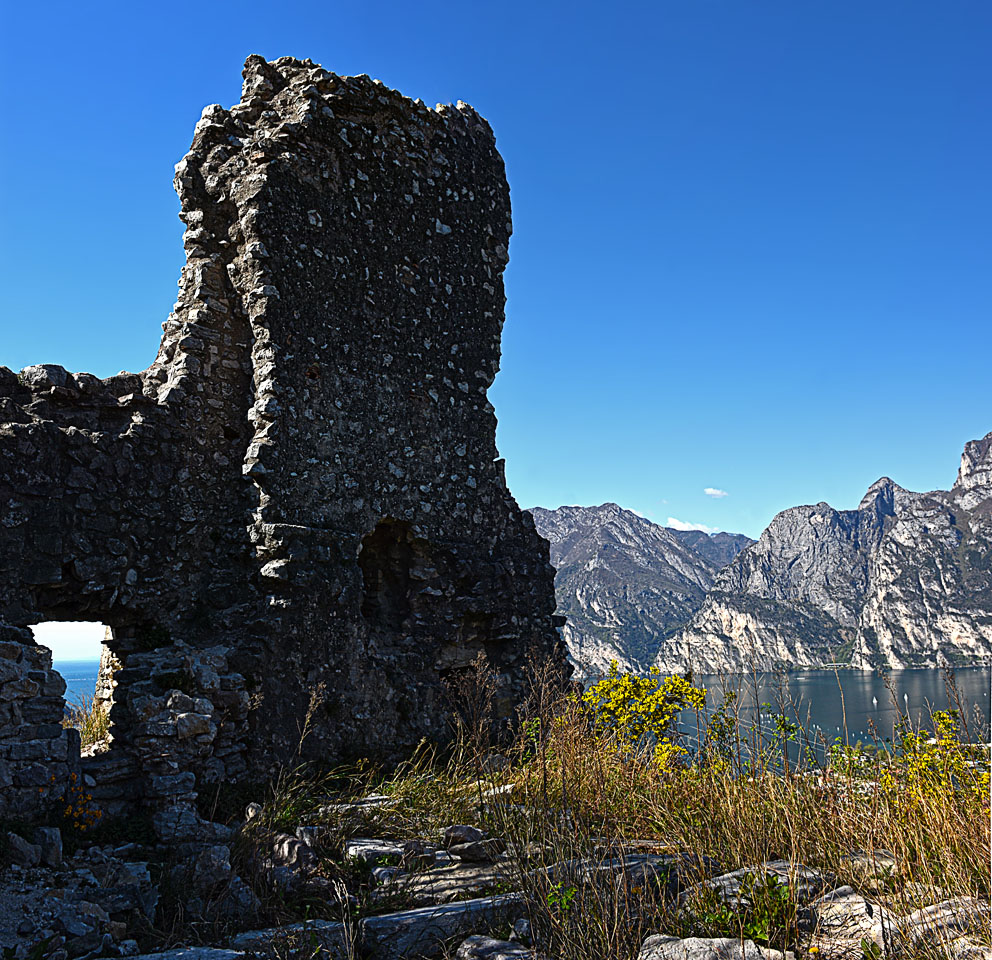
Rovine di Castel Penede
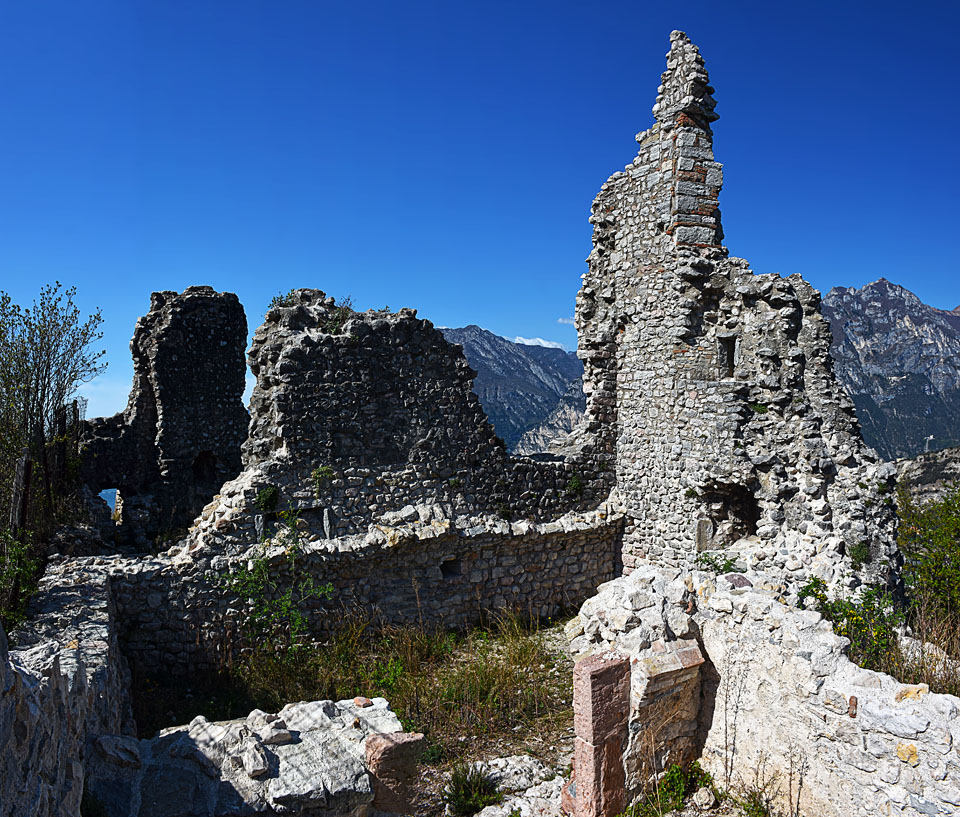
Rovine di Castel Penede